# Kwantumfysica

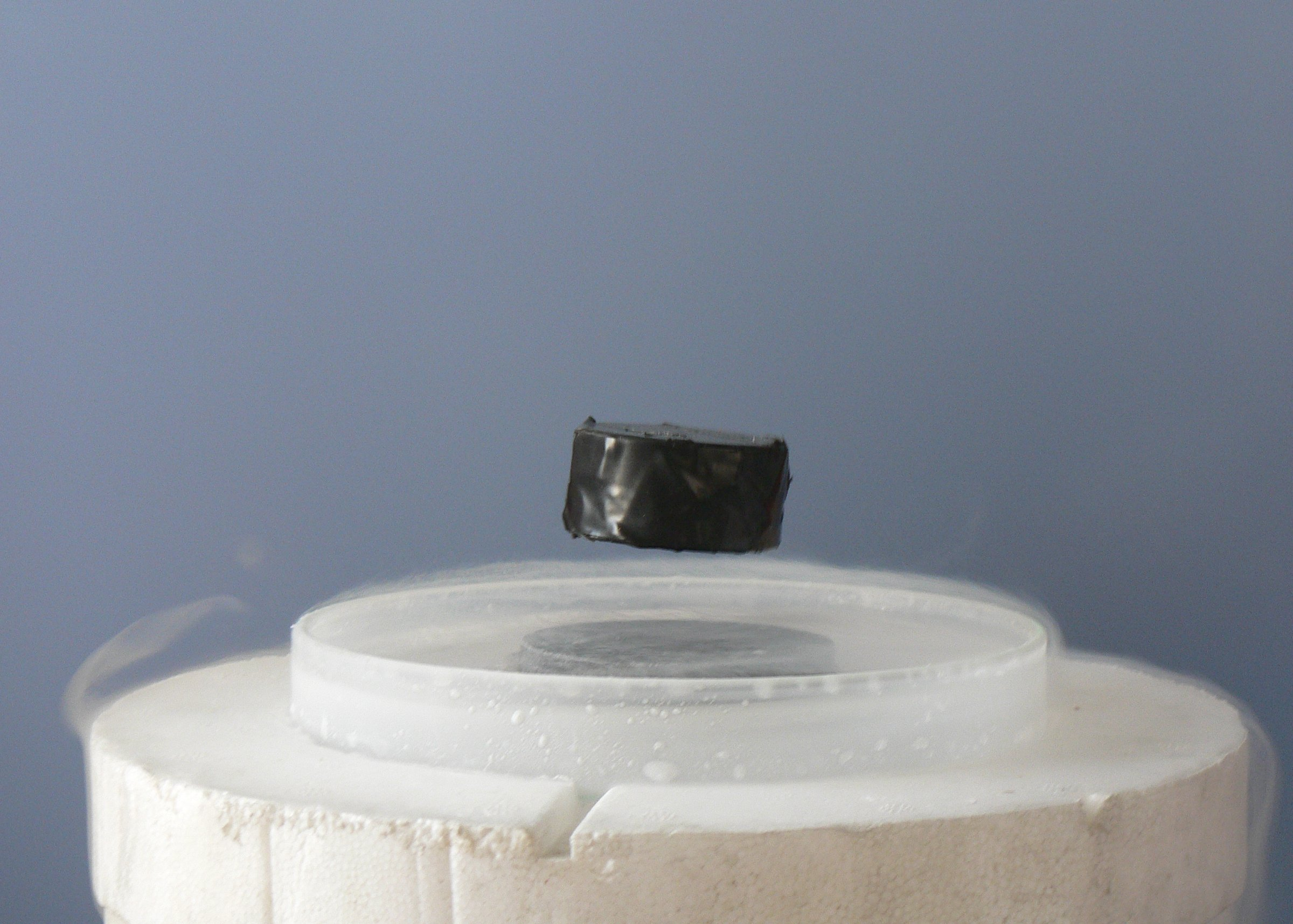
De supergeleiding waardoor dit schijfje boven de magneten blijft zweven, is een kwantumfysisch verschijnsel (zie Meissner-effect).

De kwantumfysica is het deelgebied van de natuurkunde dat zich bezighoudt met verschijnselen die met de kwantummechanica kunnen worden beschreven. Het wordt doorgaans niet als zelfstandig vakgebied beoefend door onderzoekers, maar men vindt het wel vaak als (deel)vak in een universitaire opleiding. Kwantumfysische verschijnselen vindt men onder meer in de vastestoffysica, atoomfysica en (moleculaire) biofysica (bijvoorbeeld fotosynthese), maar ook in de kwantumchemie.
Kwantumfysische verschijnselen zijn bijvoorbeeld:
- Fluorescentie
- Halfgeleiding
- Laserwerking
- Supergeleiding
- Kwantumtunneling

De kwantumfysica beslaat verschillende onderwerpen, waaronder de kwantumchemie, de kwantumveldentheorie en de kwantumtechnologie